# Ekhjärtknäppare
Ekhjärtknäppare (Cardiophorus gramineus) är en art i insektsordningen skalbaggar som tillhör familjen knäppare. 

## Kännetecken
Ekhjärtknäpparen har svarta täckvingar och ljust röd halssköld. De yttre kanterna på halsskölden är sett ovanifrån något rundade från huvudet till täckvingarna och halssköldens bakre hörn är spetsiga. Bakkroppen är jämnbred med halsskölden till den sista tredjedelen, varefter efter den gradvis smalnar av till en trubbig spets. Kroppslängden är 8 till 10 millimeter. Liksom andra knäppare har ekhjärtknäpparen förmågan att vända sig rätt om den hamnar på rygg.

## Utbredning
Ekhjärtknäpparen finns i Europa. I Sverige är den en mycket sällsynt art som endast har hittats på ett fåtal lokaler i Småland och på Öland.

### Status
I Sverige är ekhjärtknäpparen klassad som akut hotad av Artdatabanken och den är fridlyst i hela landet sedan år 2000. I Småland gjordes det senaste fyndet 1977 och på Öland år 2002. Det största hotet mot arten är bristen på lämpliga gamla träd i landskapet. 
De närmaste platser där arten är funnen utanför Sverige är England och Tyskland. I England har dock inte några fynd av arten gjorts på hela 1900-talet. I Tyskland, särskilt i de södra delarna, anges den däremot som ganska allmän. 

## Levnadssätt
Ekhjärtknäpparen finns på gamla träd, i Sverige på ekar men i Tyskland även på tall, i soliga lägen. Larven lever inne i trädstammar och det är troligt att den liksom många andra knäpparlarver är ett rovdjur som äter andra insektslarver. Som andra skalbaggar har ekhjärtknäpparen fullständig förvandling och den fullbildade insekten, imago, kläcks ur puppan på hösten och övervintrar sedan i håligheter i trädet. På våren kommer de fram och i Sverige har de tidigaste observationerna av arten gjorts i maj.